# Nørre Åby Idrætspark
Nørre Åby Idrætspark er et fodboldstadion i Nørre Åby, på Fyn. Stadion er hjemsted for Nørre Aaby Idrætsklub (NIK), og ligger ved siden af Vestfyns Idræts og Kulturcenter.

På stadion er der plads til ca. 3.000 tilskuere, hvoraf 700 er siddepladser på den overdækkede tribune.

Banen der spilles på, er en kunstgræsbane, med tilhørende lysanlæg, som blev indviet 9. november 2019.